# Sitticus ansobicus
Sitticus ansobicus är en spindelart som beskrevs av Jekaterina Michajlovna Andrejeva 1976. Sitticus ansobicus ingår i släktet Sitticus och familjen hoppspindlar. Inga underarter finns listade i Catalogue of Life.